# Eye Care
Eye Care Foundation is een zelfstandige gezondheidsorganisatie en actief in meer dan 20 landen in Afrika, Azië en Latijns Amerika.
Eye Care Foundation werd opgericht toen de Stichting Oogzorg Wereldwijd en de Stichting Mekong Eye Doctors fuseerden in 2008. De twee organisaties hadden dezelfde doelstellingen en samenwerken bleek efficiënter en effectiever te zijn.
Oogzorg Wereldwijd werd opgericht in 1984 door een Nederlandse oogarts die zich het lot aantrok van zoveel mensen die blind waren, hoewel dit kon worden genezen of zelfs voorkomen.
Mekong Eye Doctors werd opgericht in 1993 door een Nederlandse biochemicus nadat hij in Thailand was geweest om oogonderzoek te doen.
Eye Care Foundation heeft kantoren en ziekenhuizen in de regio Himalaya (Nepal), Zuidoost-Azië (Vietnam, Cambodja, Laos), Afrika (Tanzania) en Latijns Amerika (Suriname, Ecuador).

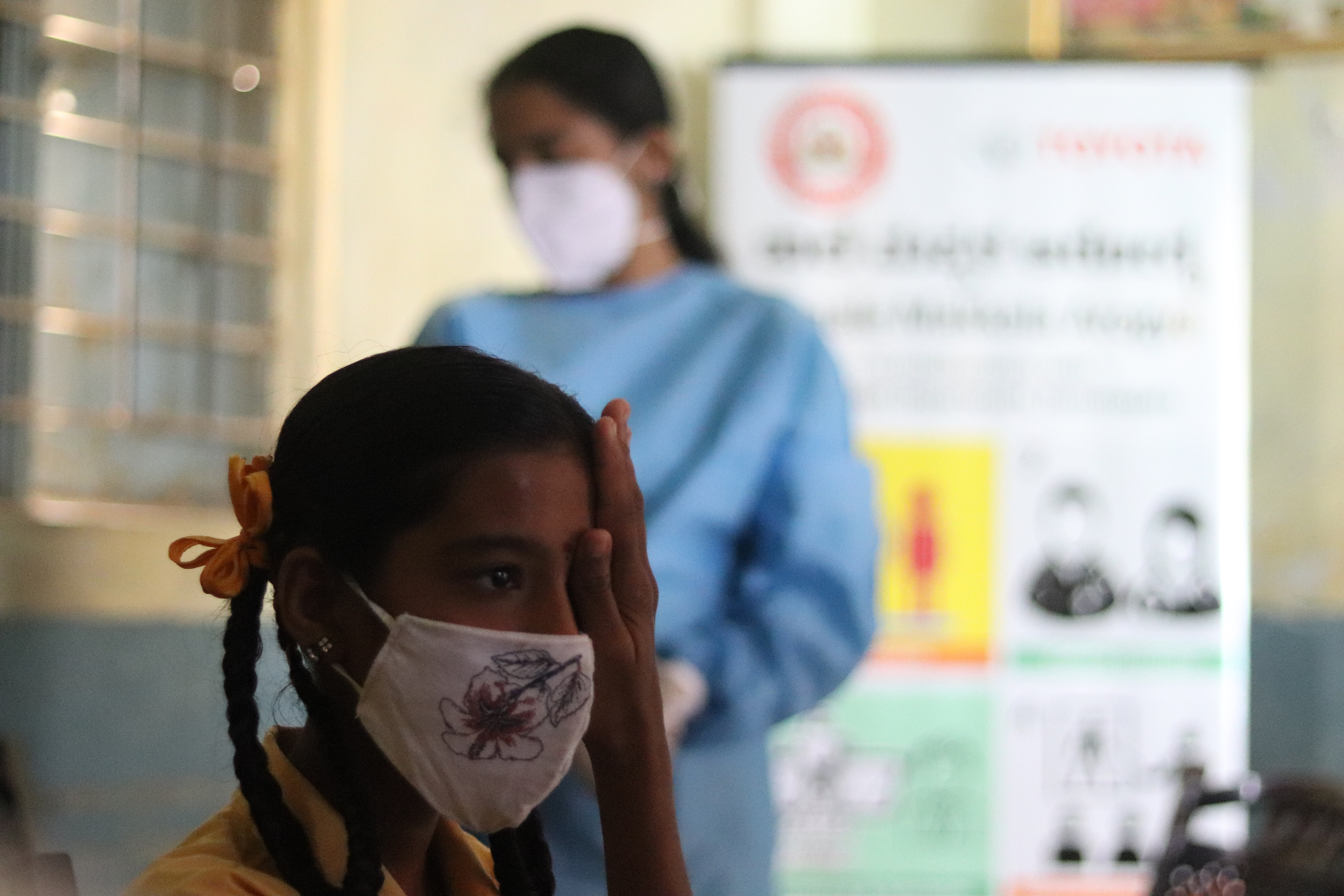
Eye Screening in rural Karnataka

Toine van Peperstraten is ambassadeur voor de Eye Care Foundation.

## Publicaties
- Because I carrot, Vitamin A-Rich Recipes for Healthy Eyes. ECF: Amsterdam, 2022, ISBN 978-9090-3598-23
- The little book of eyes by Winksy. ECF: Phnom Penh, 2022, ISBN 978-9083-252001
- Kitabu Kidogo cha macho cha Winksy. ECF: Dar Es Salaam, 2022, ISBN 978-9083-2520-5-6
- The little Coloring Book of eyes by Winksy. ECF: Amsterdam, 2022, ISBN 978-9083-252070
- Siku katika maisha ya Leyla & Ray. ECF: Dar Es Salaam, 2022, ISBN 978-9083-252032
- Một ngày của Hy và Ry. ECF: Saigon, 2021, ISBN 978-9083-252018
- A day in the life of Hy & Ry. ECF: Amsterdam, 2021, ISBN 978-9090-355047
- Mission Eye Care. Johan Enschede Amsterdam (JEA). ECF: Amsterdam, 2019, ISBN 978-9-0830-14029